# Košinov
Košinov je malá vesnice, část obce Studnice v okrese Chrudim. Nachází se 3 km na jih od Studnic. V roce 2015 zde bylo evidováno 28 adres. V roce 2001 zde trvale žilo 46 obyvatel.
Košinov je také název katastrálního území o rozloze 6,73 km2.

## Historie
Košinov byl založen kolem roku 1720 biskupem Václavem z Košínů; po něm byla také vesnice pojmenována.
V blízkosti silnice se nachází kamenný kříž z roku 1888 s nápisem „člověče pomni na Spasitele svého L.P. 1888 J.V“.

## Zajímavosti
Dva kilometry na západ od vesnice se nachází rybník Malý Černý, který využívala rychlobruslařka Martina Sáblíková k trénování.[zdroj?] V roce 2009 se zde uskutečnilo mistrovství ČR v rychlobruslení.[zdroj?]

## Další fotografie

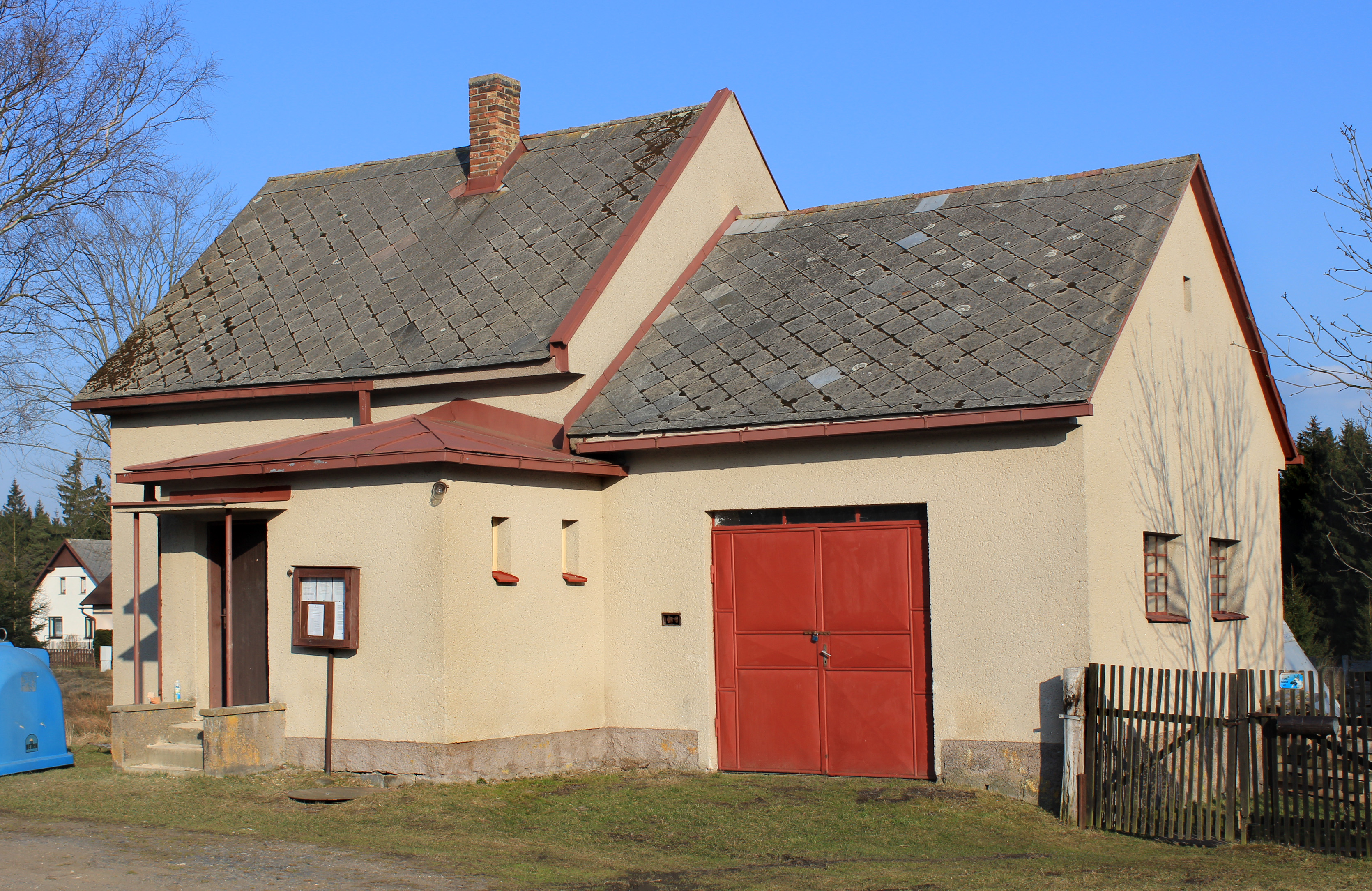
Bývalá hasičská zbrojnice
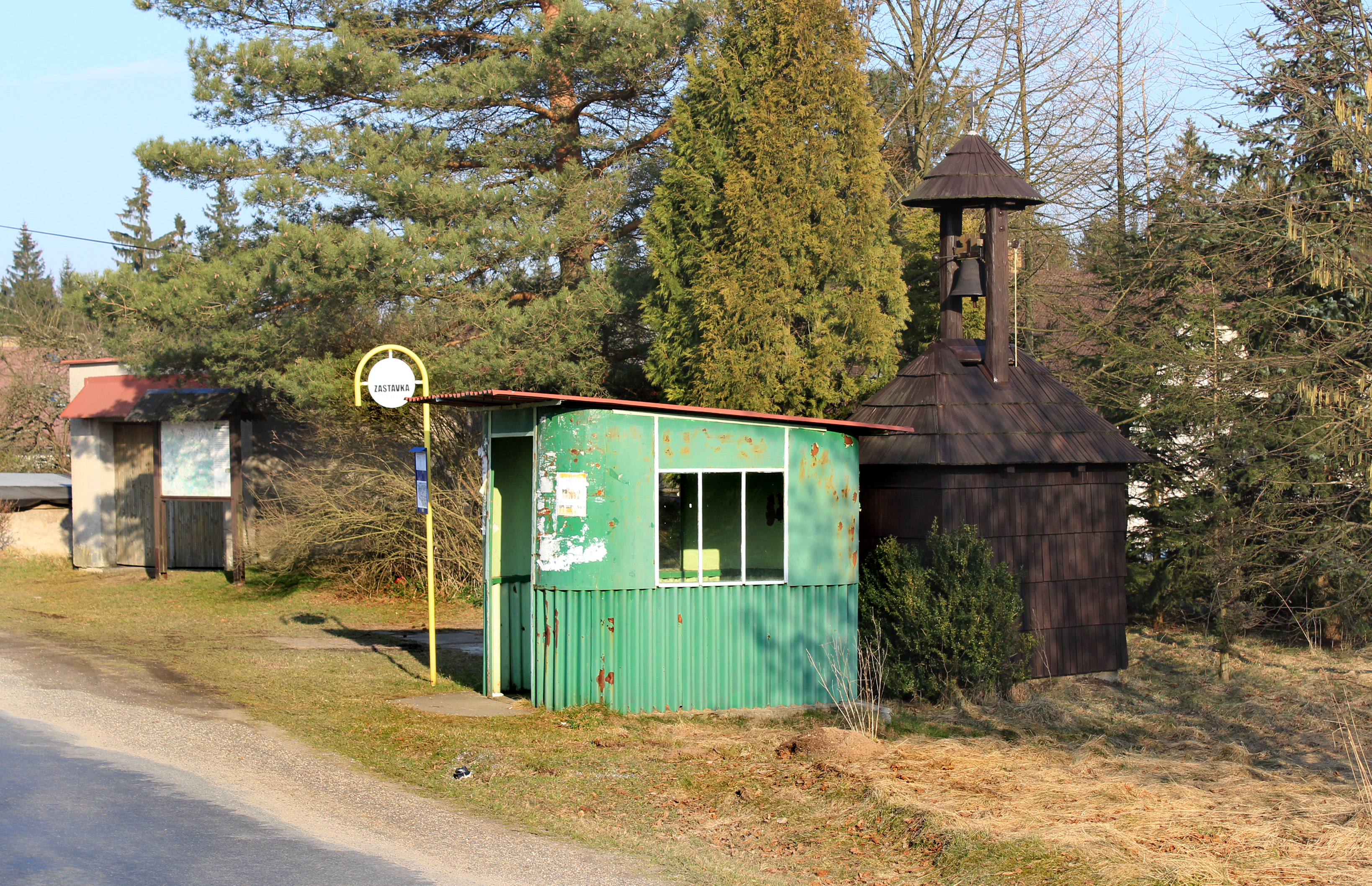
Dřevěná zvonice u zastávky
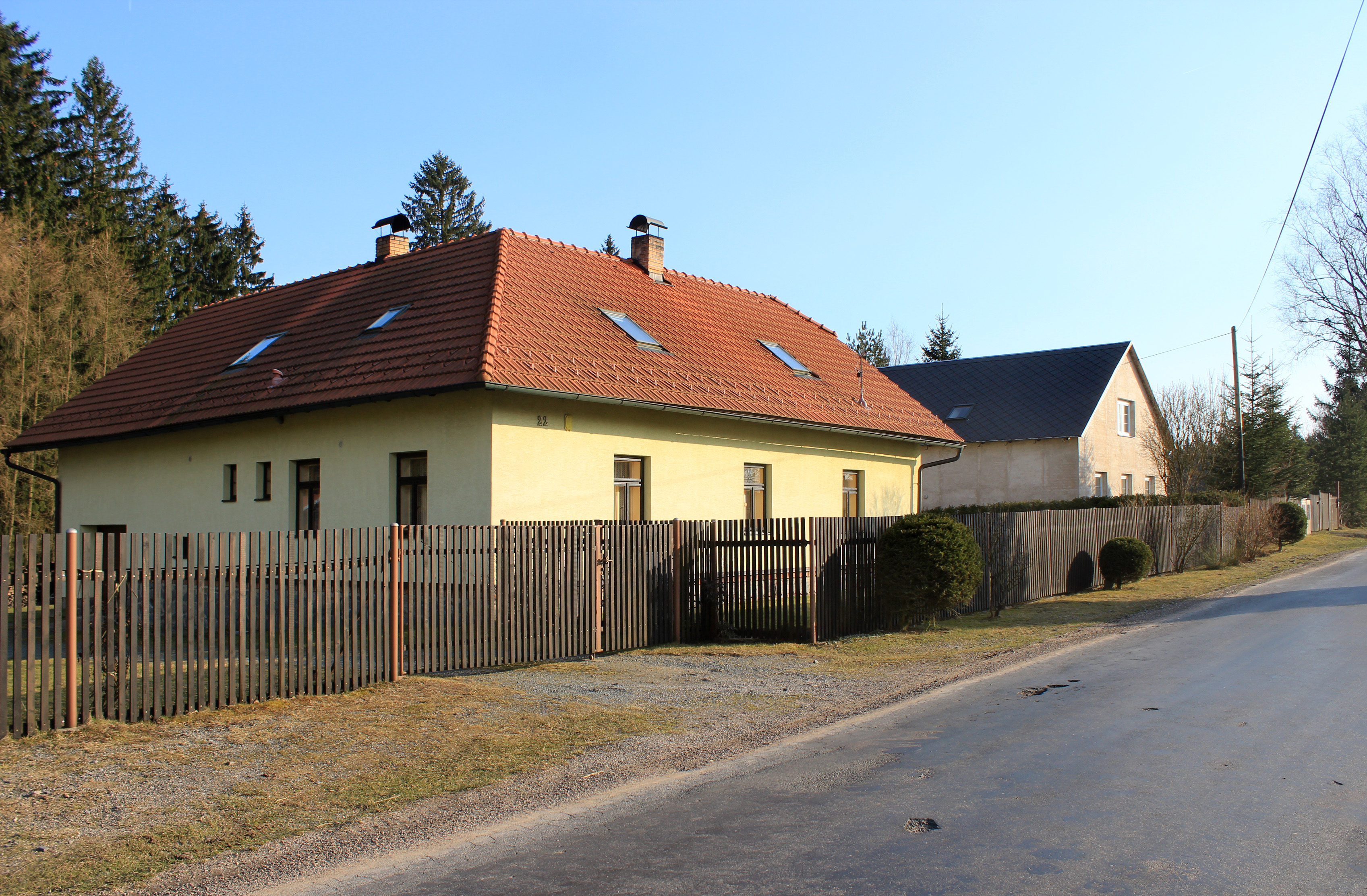
Domy u hlavní silnice